# Pawel Wladimirowitsch Karelin
Pawel Wladimirowitsch Karelin (russisch Павел Владимирович Карелин; * 27. April 1990 in Gorki; † 9. Oktober 2011 in der Oblast Nischni Nowgorod) war ein russischer Skispringer.

## Werdegang
Pawel Karelin startete für den Verein seiner Heimatstadt Nischni Nowgorod. Sein internationales Debüt hatte er am 12. Dezember 2006 beim Skisprung-Continental-Cup-Wettkampf in Rovaniemi. Er belegte den 65. Platz und konnte sich in der Folge trotz eines 28. Platzes in Planica aufgrund schlechter Resultate nicht im Continental-Cup-Kader halten. Deshalb wurde er ab dem Springen in Chaux-Neuve vier Mal im FIS-Cup, der niedrigsten internationalen Wettkampfserie des Skispringens, eingesetzt. Am 3. und 4. Februar 2007 belegte er in Chaux-Neuve zweimal den zweiten Platz und bei den Springen in Zakopane am 17. und 18. Februar 2007 den vierten und den ersten Platz. Infolge der guten Resultate im FIS-Cup wurde er wieder im Continental Cup eingesetzt, wo er beim Springen in Oberhof am 24. Februar 2007 mit Platz sechs deutlich besser abschnitt als zuvor und seine bisher beste Platzierung in dieser Wettkampfserie erreichte. Nachdem der russische Nationaltrainer Wolfgang Steiert auf Karelin aufmerksam geworden war, durfte dieser im Sommer Grand Prix 2007 starten und konnte dort am 6. Oktober 2007 in Klingenthal mit Platz zwei Kontakt zur Weltspitze herstellen. Nach diesem Erfolg konnte sich Karelin durch gute Leistungen im Skisprung-Weltcup 2007/2008 einen Stammplatz im russischen Team erarbeiten.
Außerdem nahm Pawel Karelin an der Jugend-Weltmeisterschaft 2007 in Tarvis teil. Dort platzierte er sich beim Einzelspringen von der Normalschanze auf Platz 33, mit der Mannschaft erreichte er Rang zehn. Bei den Olympischen Winterspielen 2010 in Vancouver schied Karelin als 33. im Springen von der Normalschanze im 1. Durchgang aus.
Die Saison 2010/2011 verlief für ihn sehr erfolgreich. Nach drei Top-Ten-Platzierungen in Engelberg erreichte er bei einem sehr windreichen Springen in Garmisch-Partenkirchen mit Platz 2 seinen einzigen Podestplatz.
Er starb am 9. Oktober 2011 als Fahrer bei einem Autounfall auf der Fernstraße M-7 von Moskau nach Ufa in der Nähe von Nischni Nowgorod, in den insgesamt vier Autos verwickelt waren. Die polizeilichen Ermittlungen ergaben, dass Karelin unter starkem Alkoholeinfluss am Steuer saß.

## Erfolge

### Weltcupplatzierungen
| Saison  | Platz | Punkte |
| ------- | ----- | ------ |
| 2007/08 | 032.  | 0129   |
| 2008/09 | 042.  | 0056   |
| 2009/10 | 057.  | 0034   |
| 2010/11 | 023.  | 0282   |

### Grand-Prix Platzierungen
| Saison | Platz | Punkte |
| ------ | ----- | ------ |
| 2007   | 023.  | 0098   |
| 2008   | 046.  | 0053   |
| 2009   | 048.  | 0031   |
| 2010   | 010.  | 0168   |
| 2011   | 008.  | 0256   |